# Kassai Thália Színház
A Kassai Thália Színház szlovákiai magyar nyelvű színház Kassán.

## Története
A színházat 1969-ben alapították, kezdetben a Thália Színpad nevet viselte, első igazgatója Beke Sándor volt. A színházat azzal a céllal hozták létre, hogy Kassa városában és vándorszínházként, utazó társulatként fejtse ki a tevékenységét. Az első bemutató Goldoni: Két úr szolgája című komédiája volt, 1969. november 29-én, a gömörhorkai kultúrházban, mivel akkor a színház kassai székhelye még nem készült el.
1969-ben a társulat tagja volt: Lengyel Ferenc, Gombos Ilona, Várady Béla, Gyurkovics Mihály, Varga Zsuzsa, Csendes László, illetve később Kövesdi Szabó Mária, Tamás Jolán, Bittó Eszter, Érsek György, Horváth Lajos és mások kerültek a színházhoz.
A magyar IPARI, mai nevén a Szakkay József Szakközépiskola nagytermét (tornatermét) alakították át színházteremmé. A Thália akkori társulata és munkatársai végezték az építési, átalakítási munkálatok döntő többségét. 1970 közepén tartották meg ezen a helyen az első előadást.
1990-ben sikerült az önállósodásuk, a „színpad” elnevezés helyére a „színház” került. Csurka István: Döglött aknák című színművével tartották meg első bemutatójukat. A társulatnak Észak-kelet Magyarország is fontos játszóhelye lett. A szűkebb és a tágabb régió magyarlakta részeiben való jelenlétük fontossá vált.
1993-ban vásárolt a színház egy ingatlant, amelyben megnyílt a Márai Stúdió. Az épület felújítása 1994-től 2002-ig tartott. Ebben az épületben kapott helyet az igazgatóság, a gazdasági részleg és a száz férőhelyes stúdiószínház. A 200 férőhelyes „nagyterem” tulajdonosa a Kassa Megyei Önkormányzat.
2006-ban Esterházy János Emlékplakettel tüntették ki.

## Igazgatók
- 1990–1996: Kolár Péter
- 1996–1999: Fabó Tibor
- 1999–2011: Kolár Péter
- 2011–        : Czajlik József

## Társulat (2024/2025)

### Művészeti vezetés
- Czajlik József (igazgató)
- Forgács Miklós (dramaturg)
- Kántor Katalin (koreográfus)

### Színészek
- Bocsárszky Attila
- Dégner Lilla
- Illés Oszkár
- Lax Judit
- Madarász Máté
- Nádasdi Péter
- Nagy Kornélia
- Ollé Erik
- Rab Henrietta
- Szabadi Emőke Katalin
- Varga Lívia